# Funciones del lenguaje
Las funciones del lenguaje son los distintos cometidos con que el lenguaje se usa por parte del ser humano. Estos propósitos han sido estudiados fundamentalmente por la Lingüística y la Comunicación, de forma que, por lo común, se ha dado una función del lenguaje por cada factor de la comunicación que interviene en el proceso, siendo lo más normal que una función domine o prevalezca y las demás le estén subordinadas.
Con función lingüística se entiende la relación que se establece, por una parte, entre el destinado y el mensaje y que es originada por la intención del emisor al construir un enunciado orientándolo hacia cualquiera de los elementos del proceso u objetivos posibles. [cita requerida]
Varios han sido los lingüistas que han estudiado y propuesto clasificaciones de las funciones del lenguaje; por orden cronológico son:

## Según Karl Bühler
El lingüista Karl Bühler postuló que solo existían tres funciones:
1. La función simbólica o representativa se centra en las cosas, seres y relaciones del mundo real o universos imaginarios posibles, de las cuales da cuenta o informa objetivamente. Se centra en el factor de la comunicación referente. Es la función primordial o principal del lenguaje, pues es la que transmite información más amplia. Emplea símbolos. Es la única específica del ser humano.
2. La función sintomática o expresiva, en virtud de su dependencia del factor de la comunicación emisor, cuyos sentimientos refiere o expresa. Emplea síntomas.
3. La función señalativa o apelativa, mediante la que se influye en el factor de la comunicación receptor del mensaje denotando órdenes, mandatos, sugerencias o preguntas. Utiliza señales.

Estas tres funciones se dan asimismo en la comunicación mediante signos no lingüísticos y solo la función referencial es específicamente humana: las otras dos se dan también en la comunicación animal. Por demás, esta triple división en realidad calca la estructura del signo lingüístico: significado, significante y referente (véase Triángulo semiótico).

## Según Roman Jakobson

Esquema general de la comunicación según Roman Jakobson.

El modelo de Bühler le parecía incompleto a Roman Jakobson, quien redefinió sus funciones y añadió otras tres sobre los ejes de los factores de la comunicación:

### Función referencial, representativa o informativa
La función referencial (también llamada representativa o informativa) se centra en el contenido del mensaje y la situación. Aparece en aquellos mensajes en los que se informa de algo de manera objetiva. Por ejemplo: Son las tres de la tarde.

### Función expresiva, emotiva o sintomática
La función expresiva (también llamada emotiva o sintomática) se centra en el emisor. Esta aparece en aquellos mensajes en los que predomina la subjetividad y, por lo tanto, el emisor expresa sus sentimientos, emociones, estados de ánimo, etc.

### Función apelativa o conativa
La función apelativa o conativa se centra en el receptor. Está presente en aquellos mensajes en los que el emisor tiene como objetivo condicionar o alterar la conducta del receptor. Esta función se manifiesta, sobre todo, en oraciones imperativas, exhortativas e interrogativas. Por ejemplo: Tómate la sopa y vete a la cama.

### Función metalingüística
Esta función se centra en el propio código de la lengua. Se utiliza para hablar del propio lenguaje; aclara el mensaje. Se manifiesta en declaraciones y definiciones, y en la lengua escrita se percibe señalándola con comillas o cursivas: "Pedro tiene 5 letras". En la lengua oral, la palabra destacada recibe una entonación especial o se destaca con el acento de intensidad. De esta función emana el archigénero literario didáctico.

### Función poética o estética
Esta función está orientada al mensaje. Aparece siempre que la expresión atrae la atención sobre su forma, en cualquier manifestación en la que se utilice el lenguaje con propósito estético. Abundan, puesto que su objetivo es llamar la atención por el uso especial del código, las figuras estilísticas. Esta función se encuentra especialmente, aunque no exclusivamente, en los textos literarios.
Ejemplo: En el silencio solo se escuchaba / un susurro de abejas que sonaba.

### Función fática o relacional
La función fática o función relacional está orientada al canal de comunicación entre el emisor y el receptor. Su propósito es iniciar, prolongar, interrumpir o finalizar una conversación o bien sencillamente comprobar si existe algún tipo de contacto. Su contenido informativo es nulo o escaso y se utiliza como forma o manera de saludo.
La finalidad de la función fática no es principalmente informar, sino facilitar el contacto social para poder transmitir, dar y optimizar posteriormente mensajes de mayor contenido.
Constituyen esta función todas las unidades que utilizamos para iniciar, mantener o finalizar la conversación. Ejemplos: Por supuesto, claro, escucho, naturalmente, entiendo, cómo no, OK, perfecto, bien, ya, de acuerdo, etc.
Está presente en los mensajes que sirven para garantizar que el canal funciona correctamente y que el mensaje llega sin interrupción.

## Según Michael Halliday
La Gramática sistémica funcional o Lingüística sistémica funcional de Michael Halliday cuestionó las propuestas de los lingüistas estructuralistas (Ferdinand de Saussure y su sucesora, la Glosemática de Louis Hjelmslev) y generativistas (Noam Chomsky), que hasta entonces no permitían un estudio de la combinación "lengua / habla" simultáneamente. Halliday plantea la discusión al respecto en su libro El lenguaje como semiótica social (1978) donde formula un nuevo punto de vista que integra el componente sociocultural como clave en la comprensión del lenguaje. Sitúa al contexto como parte intrínseca de este tornándolo cuestionable solo en tanto esté en uso y ya no separado del mismo. Considera que el lenguaje es inter e intra organismos, a diferencia de sus antecesores, que lo aislaban.
En su gramática postula diversas funciones del lenguaje:
1. Función ideativa. Representa la relación entre el hablante y el mundo real que lo rodea, incluyendo al propio hablante como parte suya. Permite estructurar, determinar y entender el mundo y expresa la experiencia y cosmovisión del individuo hablante.
2. Función interpersonal. Es la que permite establecer y mantener relaciones sociales. Es interactiva y sirve para expresar los distintos roles sociales incluyéndolos en la comunicación. Es una dimensión social.
3. Función textual. Es una función instrumental para las dos anteriores: por ella la lengua se conecta con la situación en la cual se emplea permitiendo establecer relaciones de cohesión entre las partes de un texto y su adecuación a la situación concreta en que concurre.

Estas tres metafunciones se proyectan en su objeto de estudio: el texto, que puede ser oral o escrito.
Las funciones propuestas por Halliday, que están necesariamente ligadas a las nociones de Campo, Tenor y Modo del contexto situacional, dan cuenta del momento comunicativo en tanto la ideativa es una función interna que nos provee herramientas -lengua- para expresar nuestra experiencia personal y previa así como también ordenar el mensaje que queremos transmitir; la interpersonal se centra en las figuras hablante -oyente/emisor-receptor, ergo en la forma en la que tendrá que ser usado el lenguaje (+/- formalidad, +/- efectividad, etc.), y por último, la función textual dará cuenta del medio para transmitir, si es un texto oral, escrito, si está en una carta o en una nota, etc.
Esta unificación de lengua o habla estructuralista / competencia o actuación generativista en el objeto de estudio dio comienzo a la Pragmática.

## Según la teoría de los actos de habla
La teoría de los actos de habla de J. L. Austin ("Cómo hacer cosas con palabras", How to do Things with Words, 1962) y John Searle ("Actos de habla", 'Speech Acts: An Essay in the Philosophy of Language', 1969) amplió este esquema al contemplar dentro de él otros dos factores de la comunicación soslayados por la interpretación de Jakobson: el contexto y la situación, de forma que no se habla de funciones, sino de actos o actividades.
A la función representativa se la llamó actividad locutiva (lo que se dice), a la expresiva actividad ilocutiva (lo que se hace al mismo tiempo que se dice) y a la conativa actividad perlocutiva (lo que se consigue por medio de decir). Estas consideraciones, que ampliaban notablemente el calado de los análisis lingüísticos abriéndolos a un entorno mucho más rico y complejo, dio origen a la pragmática lingüística.
1. Una actividad locutiva consiste en emitir el enunciado: decir, pronunciar, etc. En su forma más pelada o expedita es una actividad proposicional de predicación, en tanto que su enunciado consiste en referirse a algo y predicar algo de ese algo; por ejemplo: "Tu madre ha telefoneado" predica de "la madre" el hecho de "telefonear"... Y solo eso, sin intención alguna. Y comprende tres tipos de actos diferentes:
  1. Actividad fónica: la actividad de emitir ciertos sonidos;
  2. Actividad fática: la actividad de emitir palabras en una secuencia gramatical estructurada;
  3. Actividad rética: la actividad de emitir las secuencias gramaticales con un sentido determinado.
2. Una actividad ilocutiva o ilocucionaria, intencional, (la realización de una función comunicativa, como afirmar, prometer, etc.). Se relaciona con la modalidad o actitud psicológica del hablante ante el enunciado, pero su ámbito se amplia notablemente, pues, a las modalidades tradicionales del estatuto de la oración (aseverar, preguntar, ordenar, desear, dudar, desahogar un sentimiento) añade otras caracterizaciones del enunciado que responden a la intencionalidad del hablante. Por ejemplo: observar, describir, comentar, objetar, aconsejar, pedir, solicitar, disculparse, censurar, criticar, aprobar, saludar, despedirse, prometer, jurar... Las expresiones mediante las que puede designarse un acto ilucucionario son centenares. En el ejemplo antecitado, serían actos ilocutivos: "Ha telefoneado tu madre (aseverativo) ¿Ha telefoneado tu madre? (interrogativo) ¡Ojalá telefonee tu madre! (desiderativo)" etcétera.
3. Una actividad perlocutiva o perlocucionaria de efecto (la (re)acción que provoca dicha emisión en el interlocutor, como convencer, interesar, calmar, etc.). Afecta a las consecuencias provocadas que la actividad tiene sobre las acciones, pensamientos, creencias, sentimientos etcétera del oyente. Por ejemplo, la expresión "ha llamado tu madre" puede contener el efecto perlocutivo de ordenar o sugerir "llama a tu madre". Y la esposa que le dice a su marido en medio de una fiesta "Es muy tarde" efectua un acto ilocutivo de aseveración, pero su efecto perlocutivo es conseguir que se vayan a casa. Y aún más: según el tono y el contexto puede contenerse un reproche implícito ("por culpa tuya aún estamos aquí") y la intención de "amargar la velada".[5]

## Funciones gramaticales
Las funciones existen en todos los niveles de la gramática, e incluso en fonología, donde la función del fonema es distinguir entre material léxico.
1. Función semántica: (agente, paciente, recipiente, etc.), describiendo el rol de los participantes en los estados de las cosas o acciones expresadas.
2. Funciones sintácticas: (p. ej. sujeto y complemento del verbo), definiendo diferentes perspectivas en la presentación de una expresión lingüística.
3. Funciones pragmáticas: (tema y rema, tema y foco, predicado), definiendo el estado informativo de los constituyentes, determinado por el contexto pragmático de la interacción verbal.